# رودي ريو
رودي ريو (بالفرنسية: Rudy Riou)‏ (مواليد 22 يناير 1980 في غراند سينث - فرنسا) لاعب كرة قدم فرنسي يلعب حاليا لصالح نادي الدرجة الأولى مرسيليا الفرنسي منذ 2008 في مركز حارس مرمى .

## روابط خارجية
- رودي ريو على موقع رابطة كرة القدم الفرنسية للمحترفين (الإنجليزية)
- رودي ريو على موقع قاعدة بيانات كرة القدم.إي يو (الإنجليزية)
- رودي ريو على موقع بيانات كرة القدم. دي إي (الألمانية)
- رودي ريو على موقع ليكيب (الفرنسية)
- رودي ريو على موقع Soccerway.com (الإنجليزية)
- رودي ريو على موقع عالم كرة القدم.نت (الإنجليزية)
- رودي ريو على موقع كووورة
- رودي ريو على موقع AS.com (الإسبانية)